# Chiesa di San Giorgio (Teolo)
La chiesa di San Giorgio Martire è un luogo di culto situato in località Tramonte nel comune di Teolo, in provincia di Padova, Veneto. Alle pendici del monte Boscalbò (117,9m),  tra il Monte Lonzina a nord e il Monte Sengiari a sud-ovest. La chiesa ha una storia risalente al XII secolo, testimoniata dai ritrovamenti di alcune pietre incise rinvenute durante i lavori di restauro del 1934.

## Storia

### Origini
La chiesa di San Giorgio Martire di Tramonte si trova nel cuore dei Colli Euganei nel comune di Teolo. Il nome Tramonte pare derivi da inter montes, che sta a indicare i tre monti dai quali è circondata (Boscalbò - Lonzina - Sengiari).
Le origini precise della chiesa rimangono ancora incerte, tuttavia, secondo lo storico padovano Andrea Gloria, un documento del 27 luglio 1124 attesta la donazione della chiesa di San Giorgio di Tramonte al monastero di Praglia da parte del vescovo di Padova, Sinibaldo. Questo conferma che la fondazione della chiesa risale ad un periodo antecedente. Recenti scoperte durante i restauri del 2001, sulle pareti interne dell'edificio, suggeriscono specifici periodi di costruzione; alcune tracce di decorazioni pittoriche, dipinte a tempera, indicano un'origine risalente all'alto Medioevo fino al 1400.
I frammenti pittorici fanno riferimento all'immagine di San Giorgio, un santo ampiamente venerato con radici nella tradizione bizantina. Questo potrebbe indicare un legame con il patrono della chiesa.
Le relazioni delle visite vescovili del 1613 e del 1825 fanno menzione alla riedificazione della chiesa di Tramonte nel 1312 e del suo restauro nel 1613. Inoltre, è documentata la visita alla chiesa nel 1680 e nel 1696 da parte del Cardinale (poi San) Gregorio Barbarigo.
Dal momento della donazione del vescovo Sinibaldo fino al 1810, quando il monastero di Praglia venne soppresso, il rettore della chiesa di Tramonte veniva eletto dai monaci del monastero e approvato dal Vescovo di Padova, spesso provenendo dalla stessa comunità monastica.
Durante il dominio napoleonico, nel 1812, la sede del rettore di Tramonte fu trasferita a Santa Maria di Praglia e rimase lì fino al 1834. Durante questo periodo, la chiesa di San Giorgio Martire subì un grave deperimento e solo alla fine del XIX secolo, tornò ad essere adatta per le funzioni liturgiche. Nel 1873, durante i lavori di restauro per recuperare la chiesa in stato di decadimento, la navata fu innalzata di tre metri e mezzo e coperta con un soffitto. Inoltre, i due altari in legno furono sostituiti con altari in marmo dedicati alla Beata Vergine Maria nel 1874 e a Santa Lucia Vergine e Martire nel 1875. Nel 1885, il campanile esterno, precedentemente incorporato nella struttura della chiesa a destra dell'entrata, fu ricostruito assumendo l'attuale forma di torre merlata.
Tuttavia, essendo decentrata rispetto al territorio di Tramonte, per decreto vescovile, nel 1896, la sede di Tramonte tornò a Praglia e San Giorgio divenne una chiesa sussidiaria.
Nel 1910, la chiesa fu elevata a curazia (parrocchia senza beneficio per il curato) per Decreto Vescovile. Solo nel 1929, in seguito ai Patti Lateranensi dell'11 febbraio, la Parrocchia fu istituita, riconosciuta dal Ministero dell'Interno e dotata di beneficio per il sostentamento del parroco.
La configurazione attuale della chiesa, è il risultato di un lungo processo di modifiche e restauri. Studi stratigrafici condotti sotto il pavimento suggeriscono che l'impianto originale potesse avere la facciata rivolta a sud e dimensioni notevolmente più ridotte.
Il primo parroco, don Giuseppe Burlini, fu nominato il 15 ottobre 1929.
Attualmente, il parroco è Galiazzo Don Giuseppe.

### Cartografia storica

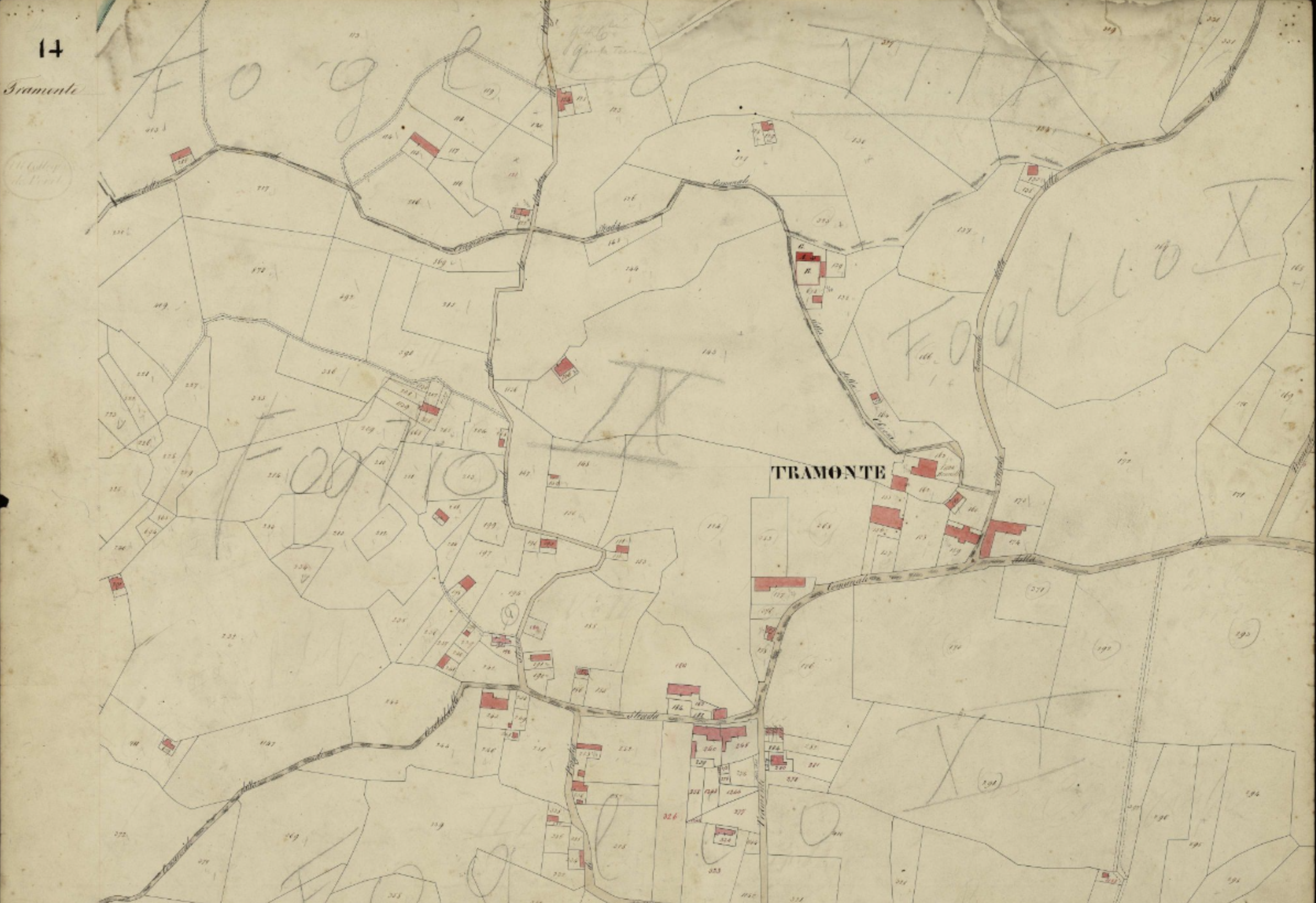
Catasto austriaco Tramonte, 1853
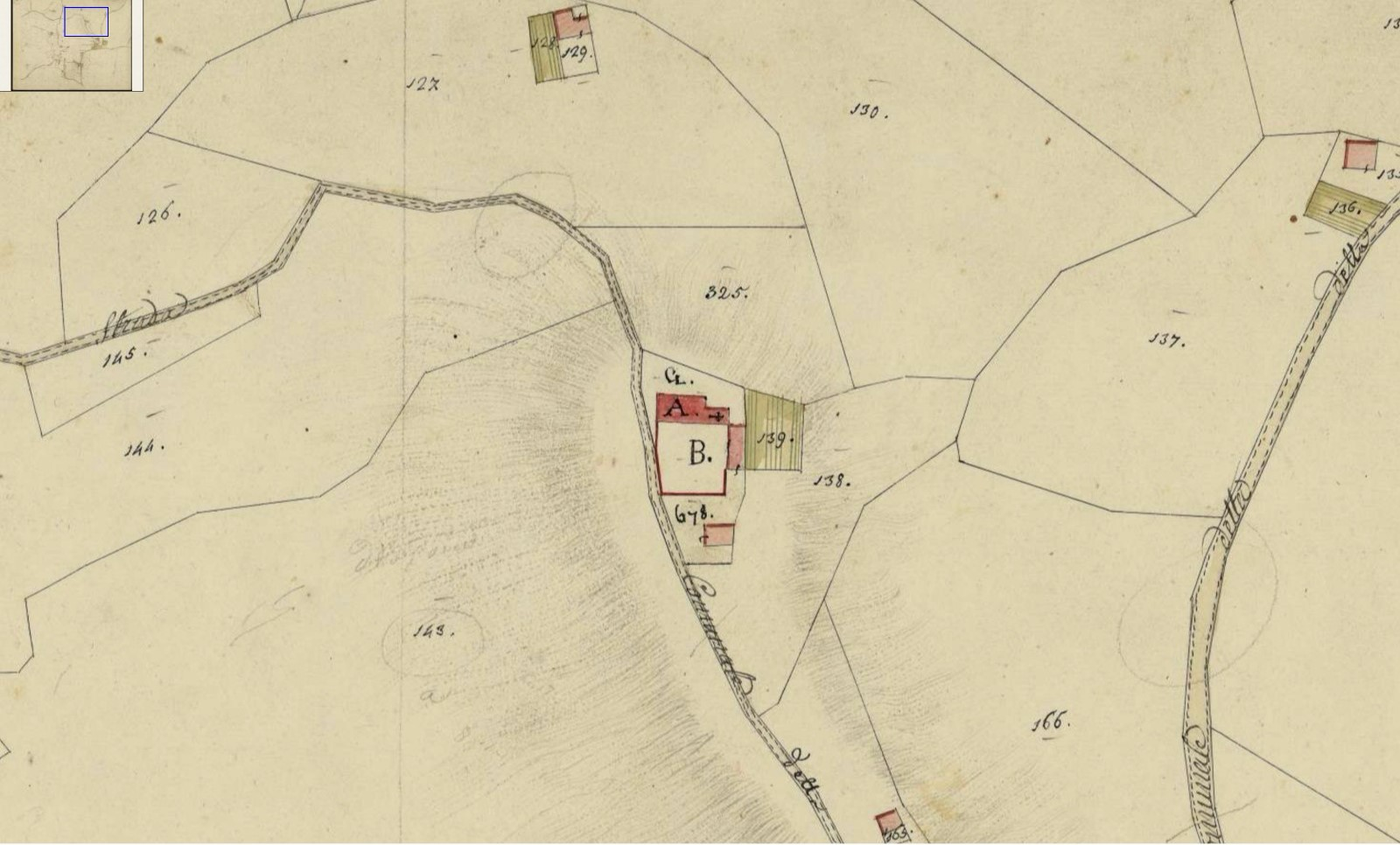
Dettaglio catasto Tramonte, 1853

## Descrizione

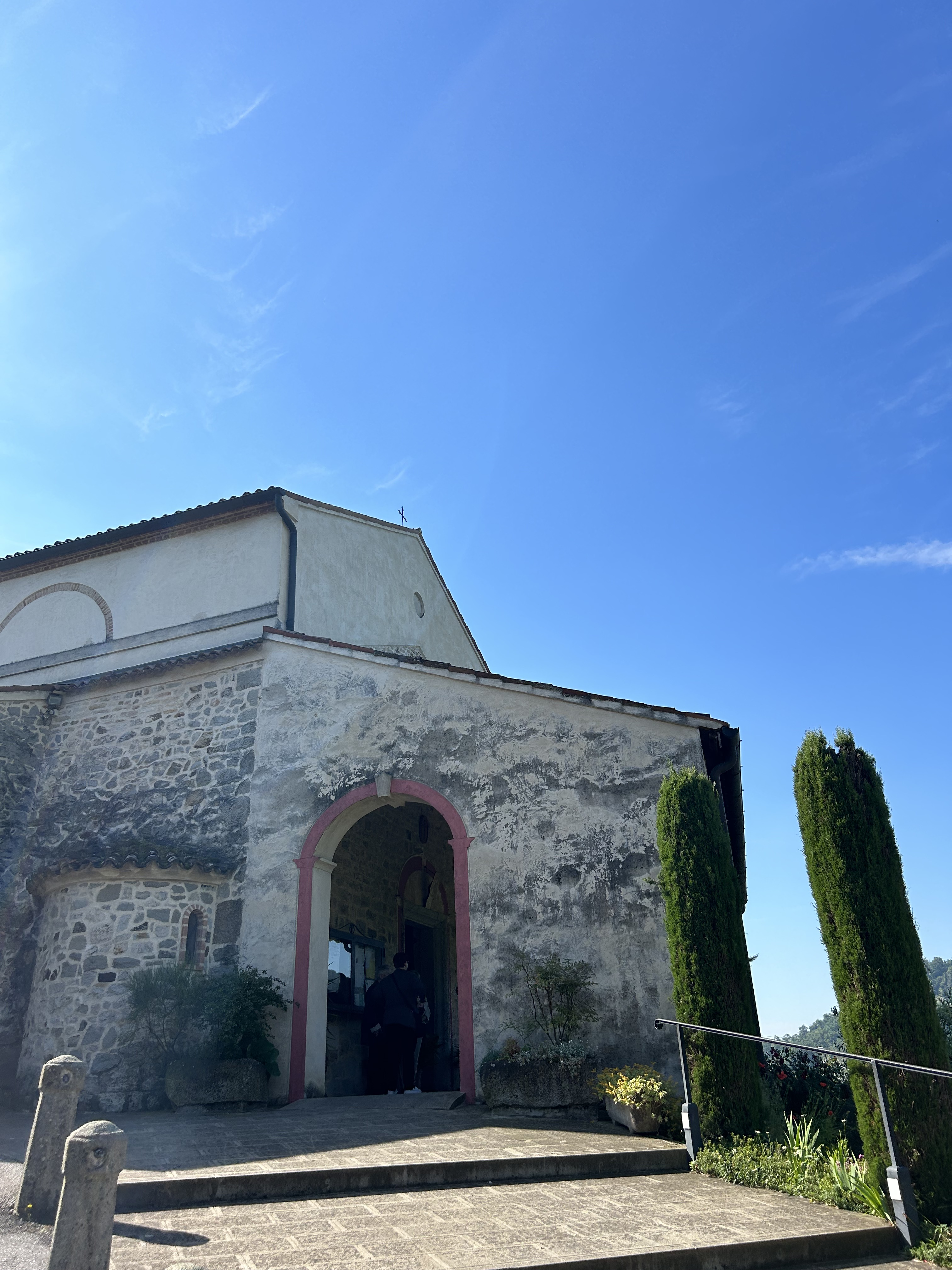
Portico entrata chiesa

La chiesa si presenta attualmente in buono stato di conservazione con un portico all'entrata e un giardino a lato dove è situato anche in campanile.

### Interno
La chiesa ospita una sola navata e alcuni affreschi medievali databili intorno all'anno Mille.
I ritrovamenti, soprattutto di natura pittorica, emersi durante l'ultimo restauro nel 2001, confermano la ricchezza degli interventi eseguiti nel corso dei secoli. Ad esempio, sulla parete sinistra sono visibili tracce di affresco (come la Crocifissione e tondi raffiguranti Santi) o di dipinti a tempera, anche se di dimensioni ridotte a causa degli strati sovrapposti. Si possono notare anche tracce di un'immagine di San Giorgio in due zone: una piccola porzione accanto alla Crocifissione e un'altra vicino all'altare della Madonna.
La chiesa dispone di tre altari. Quello maggiore, nel presbiterio, è dedicato a San Giorgio, come testimonia una formella marmorea raffigurante il Santo che combatte il drago. Nell'abside si trova una tela dedicata al Santo, opera del pittore padovano Giovan Battista Bissoni, datata 1610. Gli altri due altari, adiacenti al presbiterio, sono dedicati alla Beata Vergine Maria del Patrocinio (a sinistra) e a Santa Lucia vergine e martire (a destra).
Sull'altare di sinistra è presente una statua lignea della Beata Vergine Maria del Patrocinio, risalente al 1950. Questa sostituì una statua della Madonna con il Bambino, per decreto del Vescovo Elia Dalla Costa nelle visite pastorali del 1925 e del 1928.
Sull'altare destro si trova la statua policroma lignea di Santa Lucia, di datazione non specificata ma menzionata fin dai primi del 1600.
Nella parete sinistra è stato rinvenuta una nicchia con una serie di tondi affrescati raffiguranti profeti, santi ed evangelisti. Nella parete adiacente, sempre in affresco, si trova una Crocifissione con la Madonna e San Giovanni, valorizzata durante il restauro del 2001 e attribuita alla scuola di Jacopo da Montagnana.
Il Battistero attuale è stato ricavato nella parete durante i vari miglioramenti apportati alla fine del 1800. La vasca, realizzata in rosso di Verona, è stata commissionata su richiesta precisa di un Abate di Praglia nella seconda metà del 1400.

Altri manufatti ancora presenti nella chiesa includono un crocifisso ligneo policromo che sembra essere della scuola Squarcionesca e una Via Crucis ad acquaforte acquerellata risalente alla fine del Settecento. Questa Via Crucis è composta da incisioni che riproducono l'opera originale di Gian Domenico Tiepolo realizzata tra il 1747 e il 1749, per l'oratorio del Crocifisso nella chiesa di San Polo a Venezia.

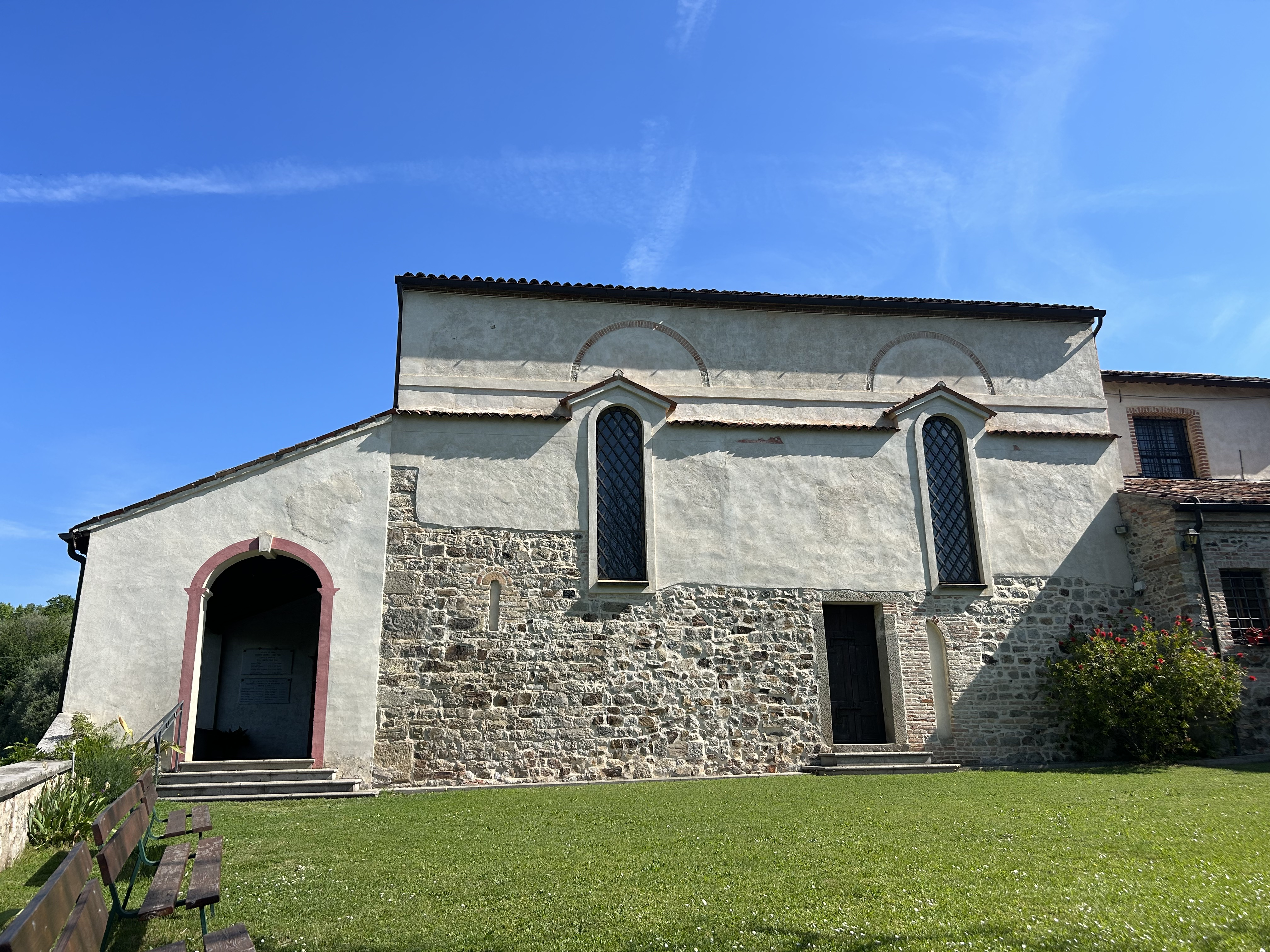
Retro e giardino
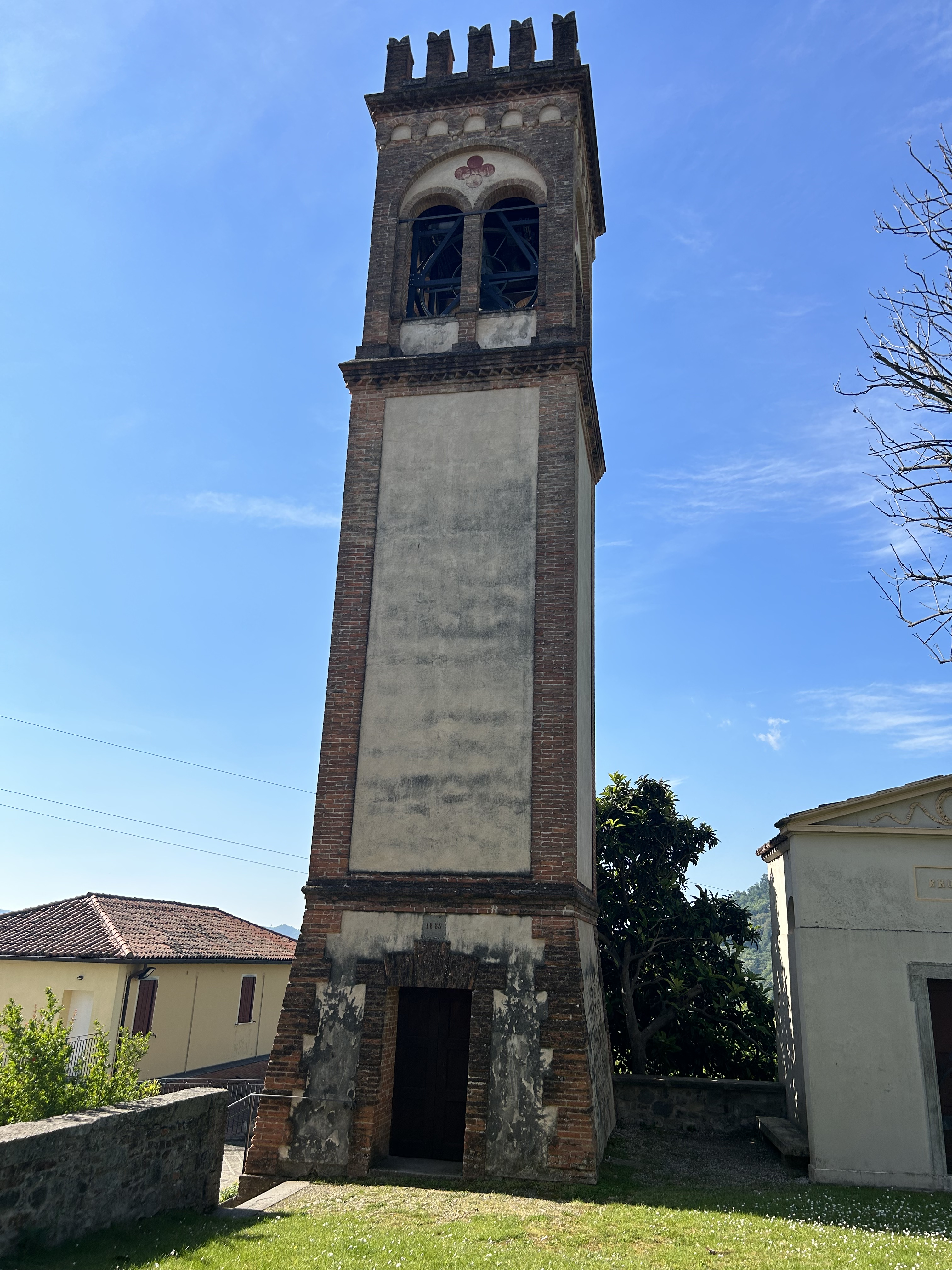
Campanile
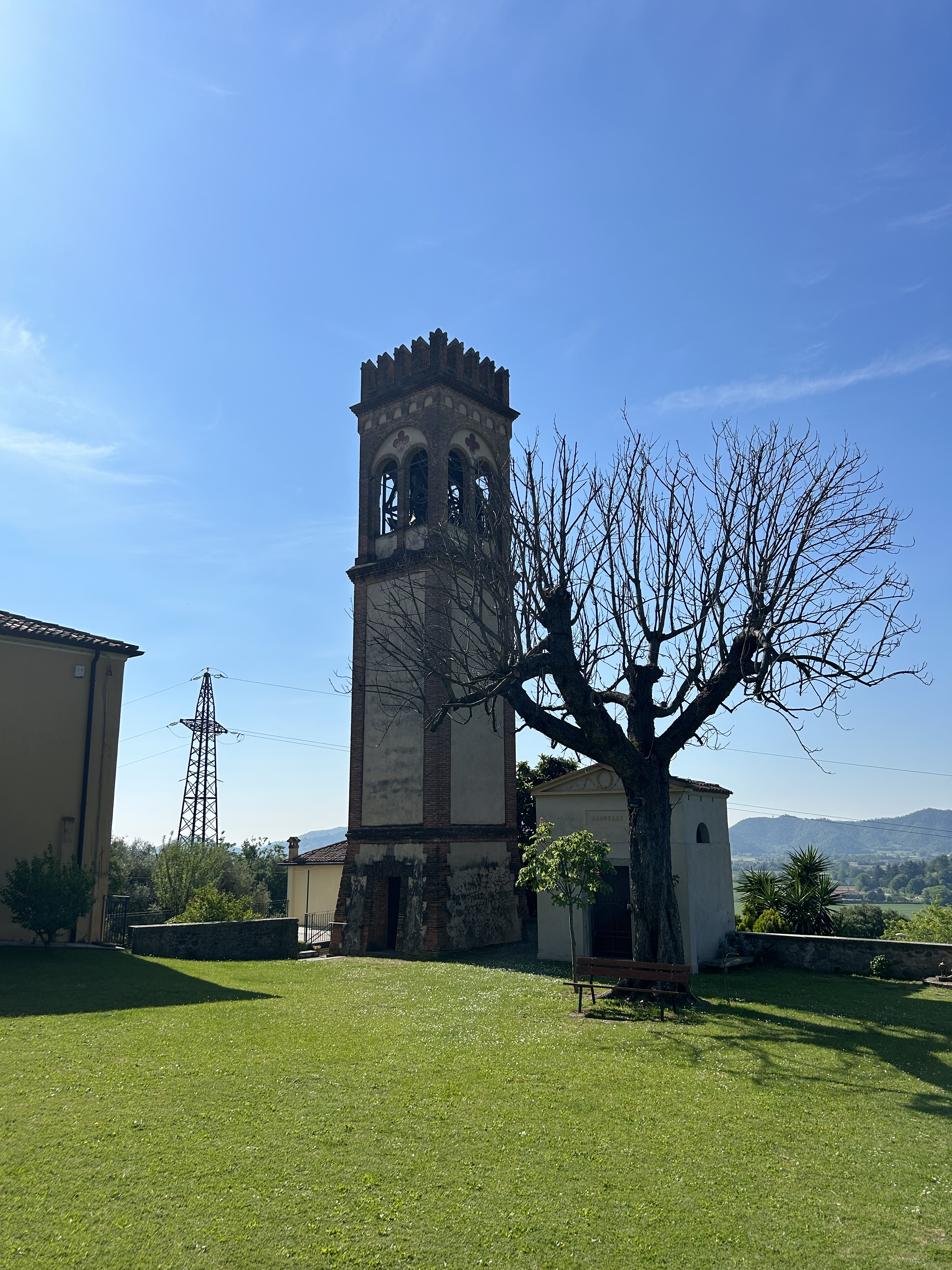
Campanile e giardino
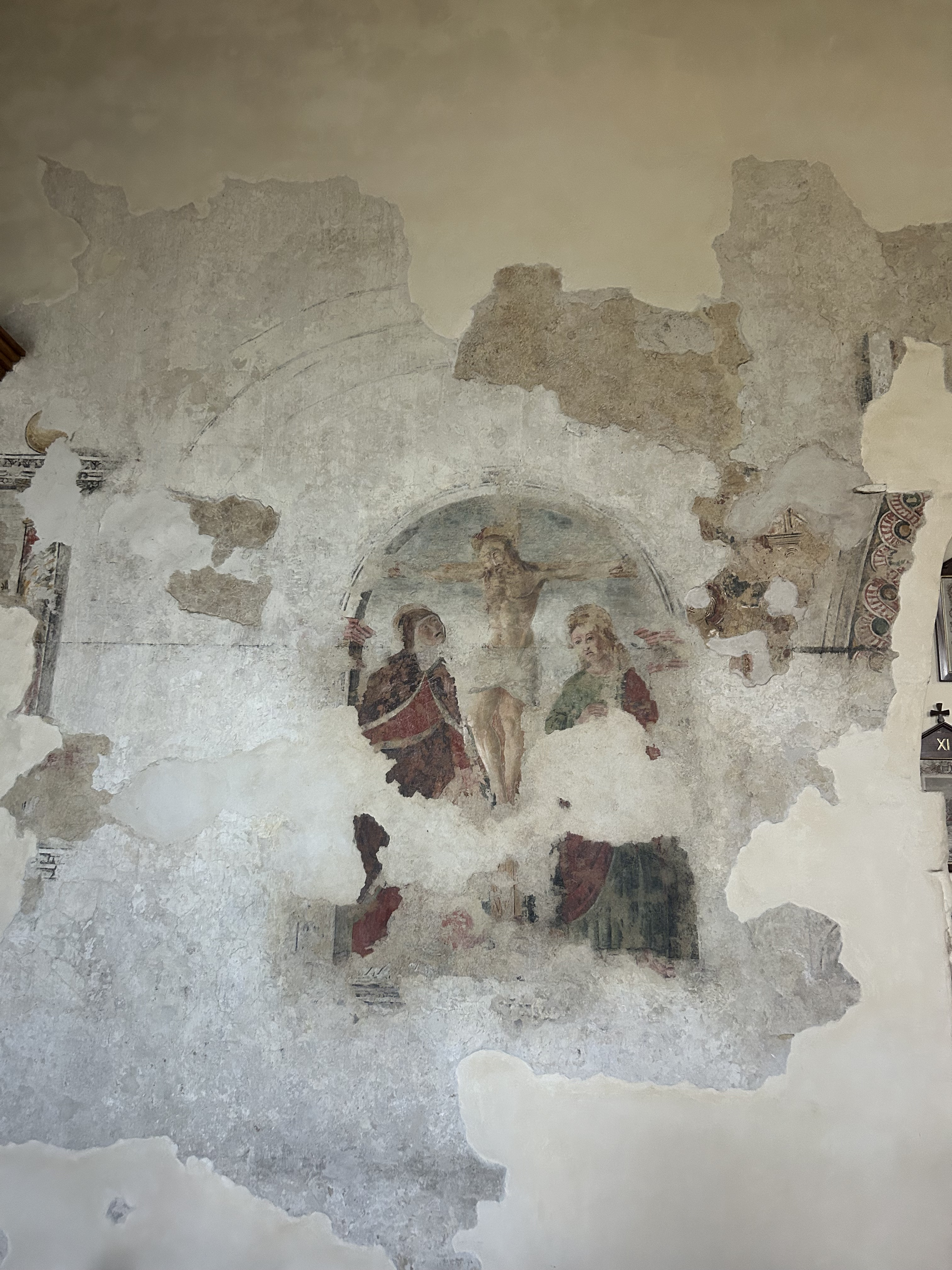
Affresco Crocifissione
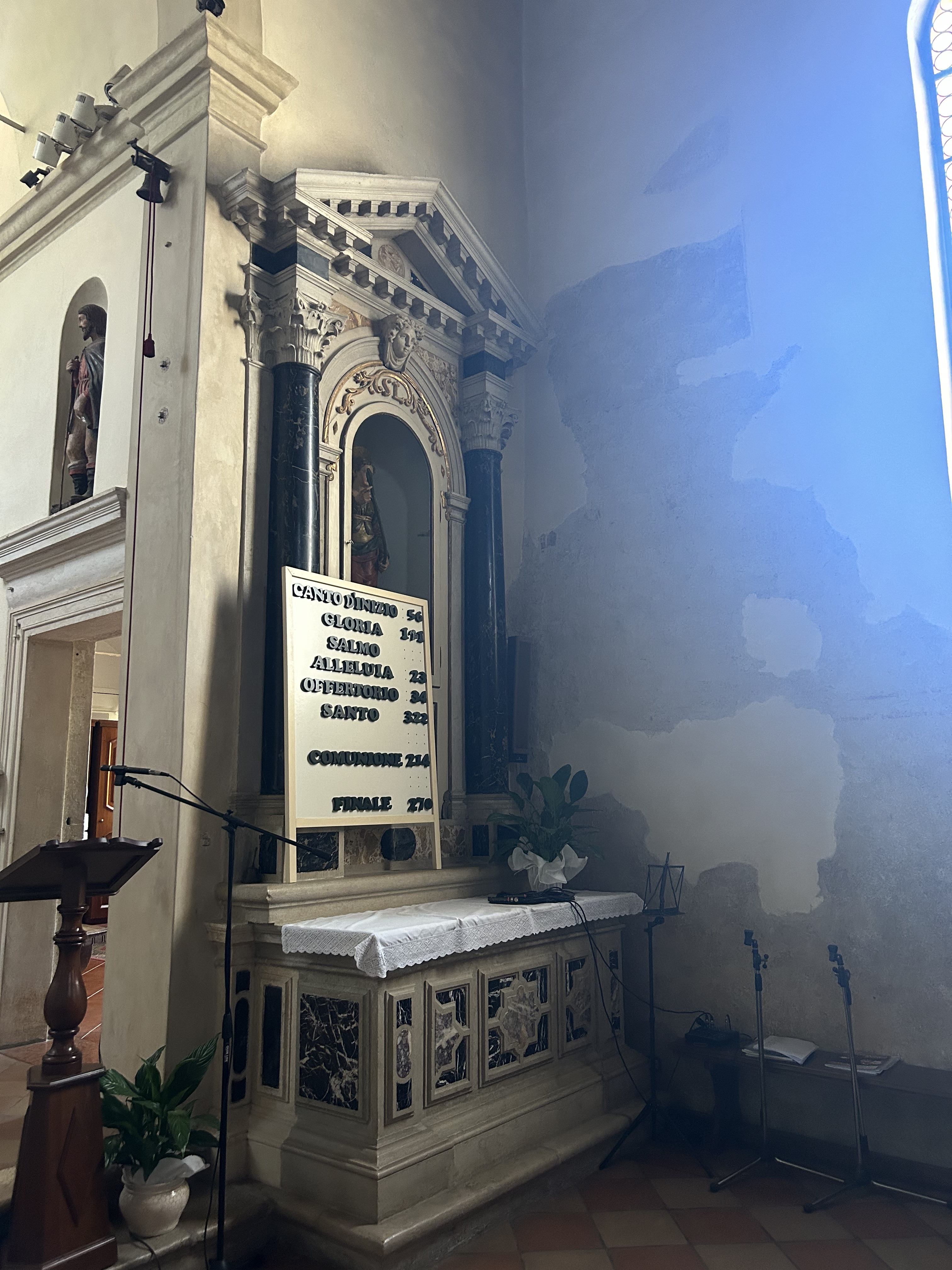
Altare destro
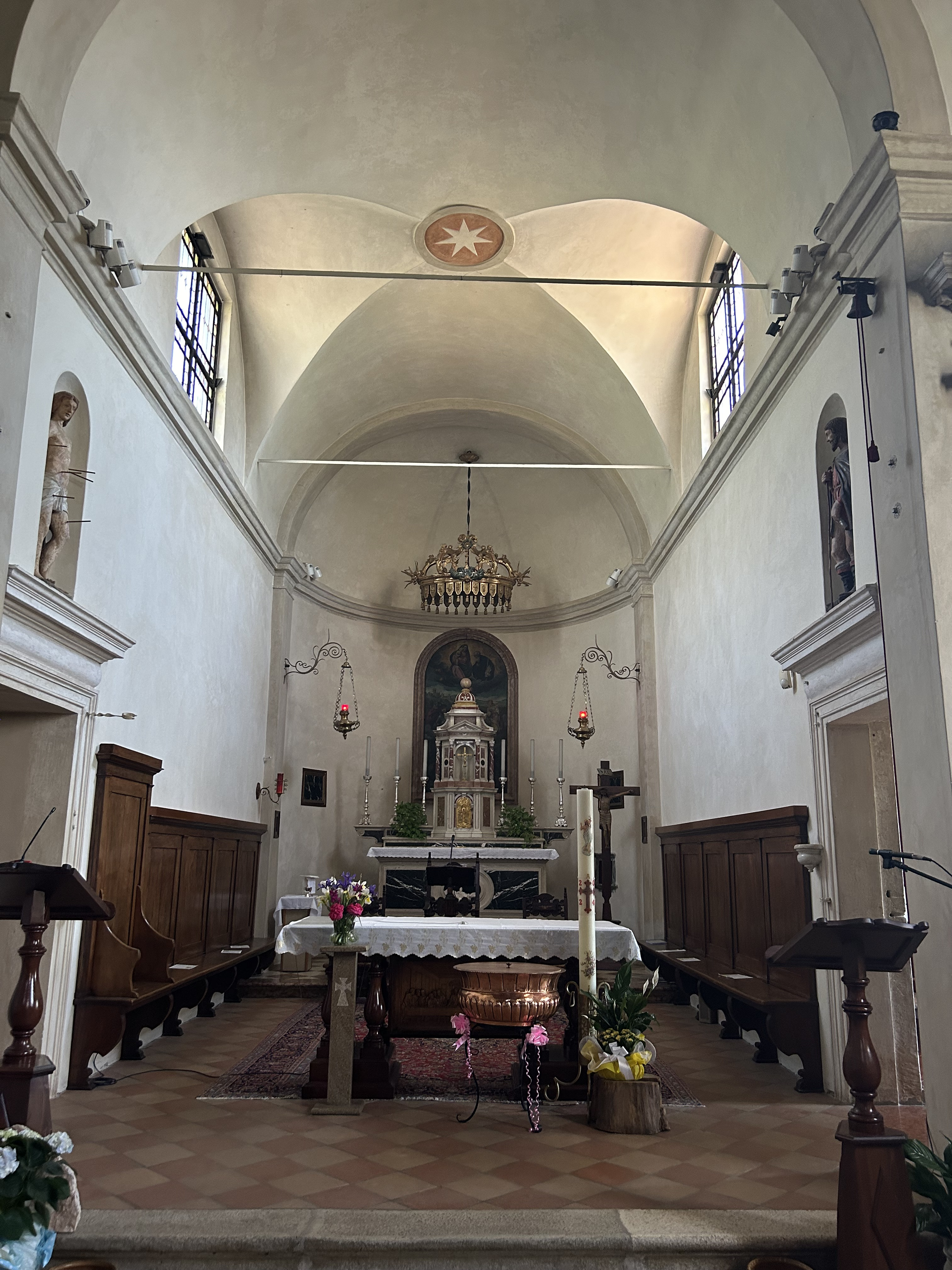
Presbiterio
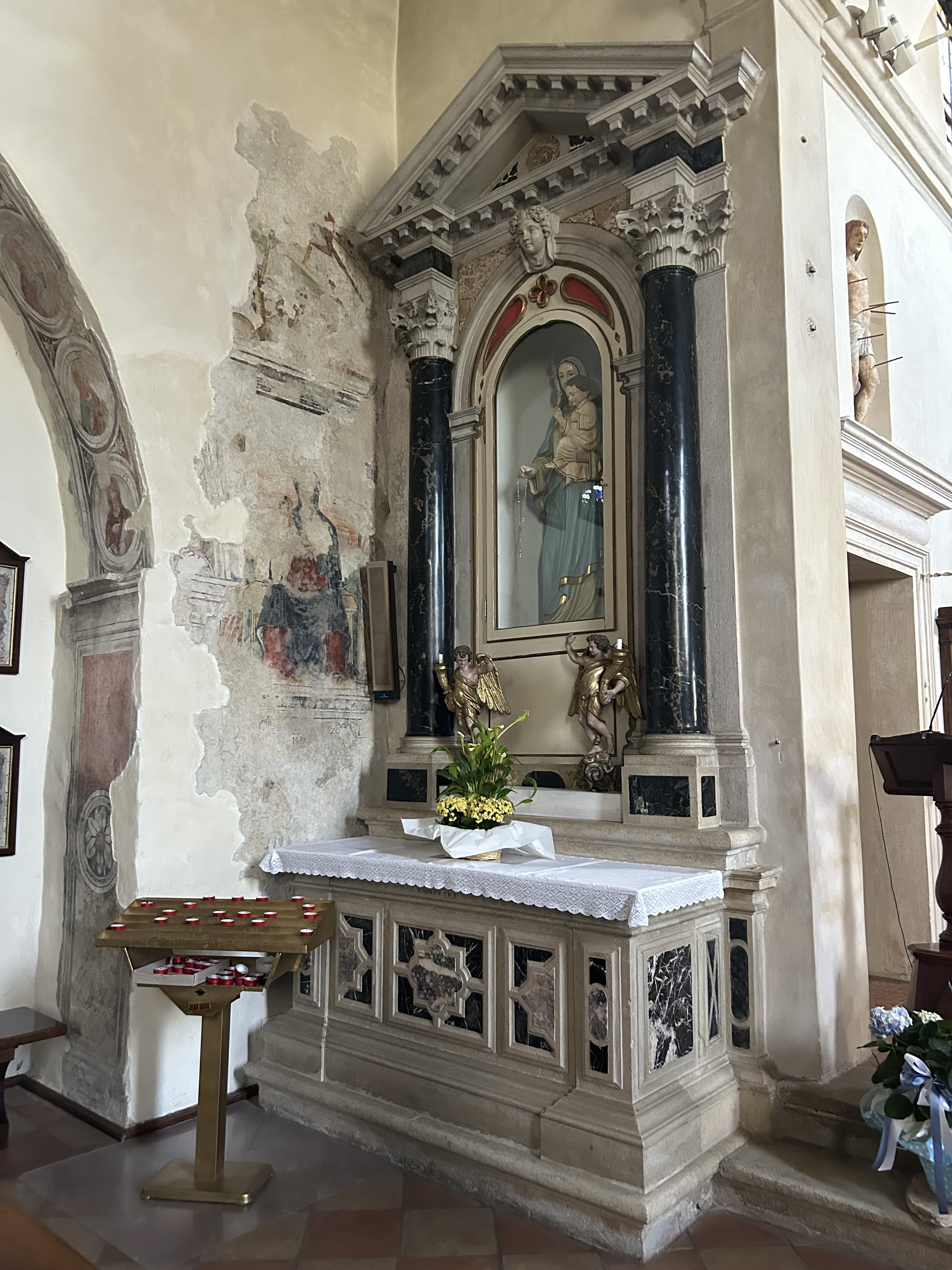
Altare sinistro
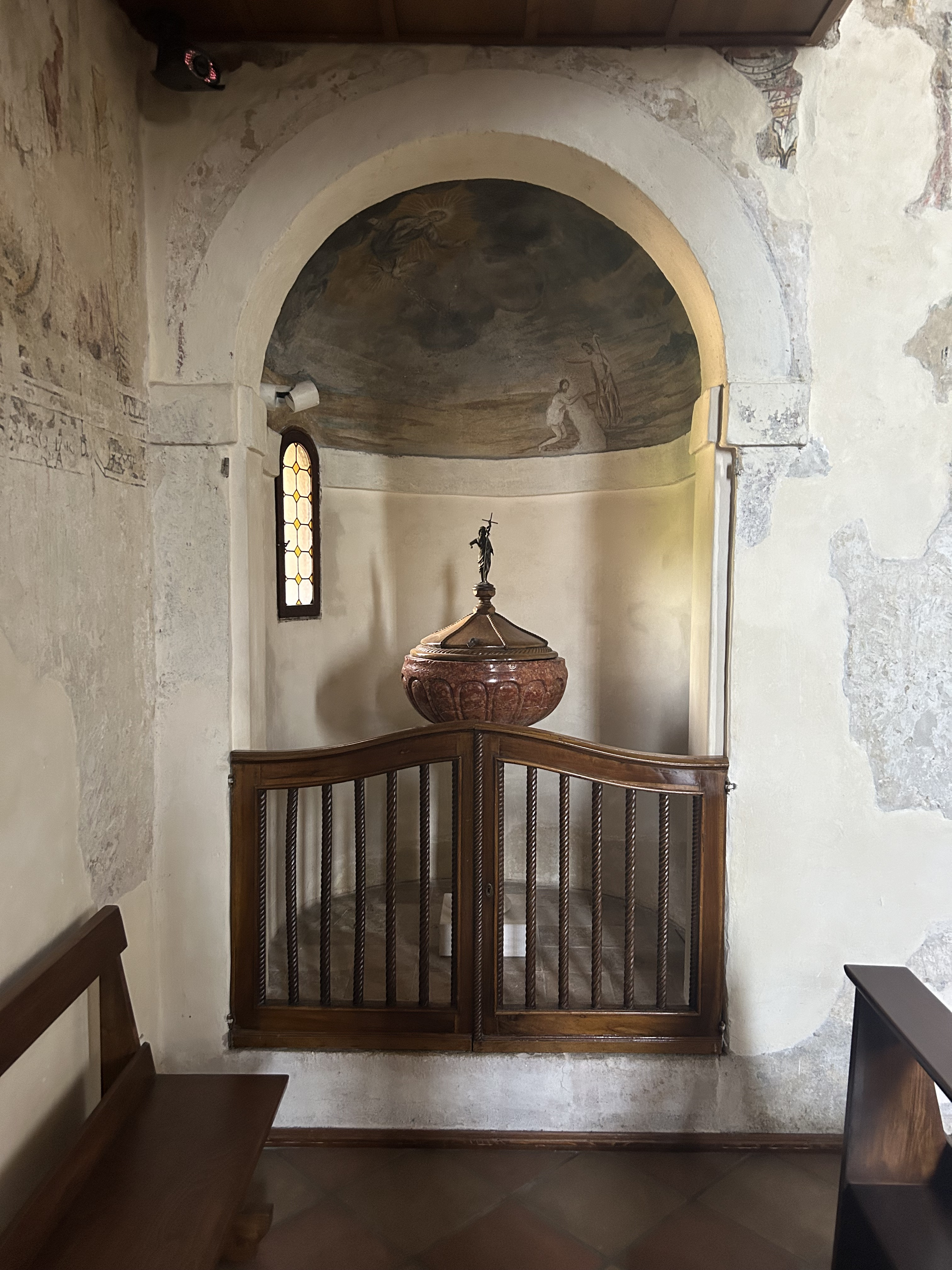
Battistero